# Station Bootle Oriel Road
Bootle Oriel Road is een spoorwegstation van National Rail in Bootle, Sefton in Engeland. Het station is eigendom van Network Rail en wordt beheerd door Merseyrail. 